# Pampas de Maragato-Cantileña
Pampas de Maragato-Cantileña är en sumpmark i Mexiko.   Den ligger i delstaten Chiapas, i den sydöstra delen av landet,
och sträcker sig över fem mil, från samhället Chocohuital tills nära gränsen till Guatemala.
Tropiskt monsunklimat råder i trakten, som längs hela Mexikos sydvästra kust. Årsmedeltemperaturen i trakten är 25 °C. Den varmaste månaden är maj, då medeltemperaturen är 26 °C, och den kallaste är juni, med 23 °C. Genomsnittlig årsnederbörd är 2 578 millimeter. Den regnigaste månaden är augusti, med i genomsnitt 476 mm nederbörd, och den torraste är februari, med 5 mm nederbörd.